# Rock alternativo cristiano
Música alternativa cristiana (MAC) Es una forma de rock alternativo que se basa en una lírica cristiana en su visión del mundo. ACM sus siglas en inglés no se limita a estilos como el rock alternativo, pero también incluye pop. A diferencia de la Música cristiana y Rock cristiano, ACM, en general, hace hincapié en el estilo musical sobre el contenido lírico. El grado en que la fe aparece en la música varía de un artista a artista.

## Historia
La música alternativa cristiana tiene sus raíces en la década de 1980, como los primeros esfuerzos en el Christian punk y la música new wave fueron grabadas por artistas como Daniel Amos, Andy McCarroll y el apoyo moral, Undercover, The 77s, Adam Again, Quickflight, Coro Juvenil (más tarde rebautizada El Coro), Salvavidas Underground, Michael Knott, Los monaguillos, Desayuno con Amy, Steve Taylor, 4-4-1, David Edwards, Clavel Negro y Vector. En la década de 1990, muchas de estas bandas se había separado, ya no se realizan o se realizaban por sellos independientes porque su música tiende a ser más líricamente complejas (y a menudo más controvertida) de corriente. Estas etiquetas temprana (la mayoría ya desaparecido) incluido Rubia de vinilo, Frontline, Exit, Y Refugio. El mercado moderno se encuentra actualmente con el apoyo de marcas como Tooth & Nail Records, Gotee y Floodgate. Estas empresas son parcialmente de propiedad de las etiquetas de mercado general, tales como Warner, EMI, Y Capitol Records, Ofreciendo a los artistas una oportunidad de éxito "cruzan" en los principales mercados. El estilo es a veces mezclada con alternative metal y rap-rock influencias, en casos como el Pillar (banda).